# Републикански път III-2003
Републикански път IIІ-2003 е третокласен път, част от Републиканската пътна мрежа на България, преминаващ по територията на Разградска и Русенска област. Дължината му е 26,4 km.
Пътят се отклонява наляво при 62 km на Републикански път I-2 източно от село Писанец и се насочва на северозапад по лявата част от долината на река Бели Лом (дясна съставяща на Русенски Лом). След село Дряновец пресича реката, минава на десния ѝ бряг, навлиза в Русенска област и достига до центъра на град Сеново. Оттук продължава в северна посока, изкачва се на билото на Лудогорското плато и в центъра на град Глоджево се свързва с Републикански път III-2001 при неговия 25,3 km.
| Пътища, отклоняващи се надясно (населено място, № на пътя, посока на пътя) | km   | Пътища, отклоняващи се наляво (посока на пътя, № на пътя, населено място) |
| -------------------------------------------------------------------------- | ---- | ------------------------------------------------------------------------- |
| Община Разград, Област Разград, I-2, 62 km ←                               | 0,0  | ← 62 km, I-2, Област Разград, Община Разград                              |
| с. Дряновец                                                                | 5,5  | с. Дряновец                                                               |
| Община Ветово, Област Русе                                                 | 11   | Област Русе, Община Разград                                               |
| гр. Сеново                                                                 | 14,4 | → гр. Сеново, общински път (за с. Кривня)                                 |
|                                                                            | 17,0 | ← 30,8 km, III-2302 (от 12 km на II-23)                                   |
| (до 48,7 km на II-49) III-2302, 31,6 km ←                                  | 17,8 |                                                                           |
| (за с. Равно) общински път ←                                               | 20,4 |                                                                           |
| (до 67,8 km на II-49) III-2001, 25,3 km, гр. Глоджево ←                    | 26,4 | ← гр. Глоджево, 25,3 km, III-2001 (от 33,2 km на I-2)                     |

Забележка
1. ↑  На протежение от 0,8 km (от km 17 до km 17,8) Републикански път IIІ-2003 се дублира с Републикански път IIІ-2302 (от km 30,8 до km 31,6)